# Israel Englander
Israel Englander, né le 30 septembre 1948 à New York, est un investisseur et gestionnaire de fonds spéculatifs américain, connu pour être le fondateur de Millennium Management (en), une société d'investissement basée à New York. Créée en 1989, cette firme s'est imposée comme l'un des plus importants fonds spéculatifs au monde, avec une approche multi-stratégies et des milliards de dollars sous gestion. Englander est réputé pour son expertise en gestion des risques et pour son modèle d'affaires basé sur la délégation à des équipes de traders indépendants.
Au fil de sa carrière, il s'est distingué par des performances financières remarquables, même dans des périodes de volatilité des marchés. Discret dans les médias, il est néanmoins considéré comme l'une des figures influentes de Wall Street, grâce à sa capacité à anticiper les tendances et à attirer des talents dans son entreprise. En dehors de ses activités professionnelles, il s'implique dans des actions philanthropiques, notamment dans les domaines de l'éducation et de la santé.

## Biographie

### Jeunesse et éducation
Israel Englander naît en 1948 et grandit dans une famille juive polonaise à Brooklyn dans le quartier de Crown Heights. Son foyer familial est religieux et fréquente une yechiva.
Son père a perdu toute sa famille dans la Shoah. Ses parents polonais sont déportés dans un camp de travail soviétique après la guerre, où naissent les deux sœurs aînées d'Englander. Ils immigrent ensuite aux États-Unis en 1947.
Intéressé depuis toujours par le marché boursier, Englander commence à négocier des actions alors qu'il est encore au lycée. Pendant ses études universitaires, il est stagiaire chez Oppenheimer & Co. (en) (où son futur beau-frère, Jack Nash (en), deviendra plus tard président et président du conseil d'administration) et à la Bourse de New York. En 1970, il obtient un B.S. en finance de l'université de New York,. Son premier emploi à temps plein est chez la société Kaufmann, Alsberg & Co. (en) à Wall Street. Il s'inscrit ensuite au cursus de MBA de l'université de New York en cours du soir, mais n'obtient jamais le diplôme,.

### Carrière dans l'investissement
Chez Kaufmann Alsberg, il se concentre sur le négoce de titres convertibles et d'options. Lorsque la Bourse américaine commence à coter des options, il y achète un siège. En 1977, il fonde une société de courtage nommée I.A. Englander & Co.
En 1985, Englander et son partenaire John Mulheren Jr. (en), créent une société d'investissement appelée Jamie Securities Co. avec un investissement de 75 millions de dollars de la famille Belzberg (en) du Canada. Mulheren avait précédemment travaillé comme trader pour Ivan Boesky. En février 1988, lorsque celui-ci est reconnu coupable de délit d'initié et accepte de témoigner contre Mulheren dans le cadre d'un accord de plaidoyer pour obtenir une peine moins lourde, Mulheren est arrêté pour port d'une arme à feu chargée et reconnu coupable d'avoir orchestré des transactions illégales pour Boesky, mais la décision est ensuite annulée. Bien qu'Englander ne soit jamais impliqué dans l'affaire, Jamie Securities est dissoute en 1988 en raison de la publicité négative qui suit la situation de Mulheren.
En 1989, il lance Millennium Management (en) avec Ronald Shear, qu'il connaît de son passage à la Bourse américaine, avec 35 millions de dollars en capital d'amorçage (dont 5 millions de dollars d'Englander lui-même et 2 millions de dollars supplémentaires de la famille Belzberg). La société démarre difficilement et Shear part en 1990. Englander a depuis étendu Millennium en une entreprise de 39,2 milliards de dollars (sous gestion) en utilisant des stratégies d'investissement telles que l'arbitrage statistique (analyse quantitative) ; l'investissement long-short fondamental ; l'arbitrage de fusion (tirer parti des différentiels de prix entre le prix de l'action d'une société cible de rachat et le prix d'offre) et l'arbitrage de conversion (tirer parti des différentiels de prix entre le prix de l'action d'une société et le prix de l'obligation convertible ou du warrant boursier). À tout moment, Millennium détient des milliers de positions d'investissement et réalise plus de 10 millions de transactions par jour en moyenne. Fin 2019, Millennium compte 2 900 employés dans plus de 12 bureaux aux États-Unis, en Europe et en Asie,.

## Vie privée
Englander est marié à Caryl (née Schechter) Englander. Ils ont trois enfants,. En 2014, il achète un appartement en duplex sur Park Avenue à New York pour 71,3 millions $, un prix record pour une copropriété à Manhattan,.
En 2022, il acquiert un appartement de 20 millions de dollars à Paris, anciennement propriété de la famille Bettencourt, famille fondatrice de L'Oréal.

## Fortune et philanthropie
En 2006, la Fondation Englander, dirigée par Englander et sa femme, fait don de 20 millions de dollars principalement à des organisations et écoles juives. Englander siège au conseil d'administration du Weill Medical College et du Metropolitan Council on Jewish Poverty. En mars 2019, il est cité comme l'un des gestionnaires et traders de fonds spéculatifs les mieux rémunérés par Forbes.